# Germagnat
Germagnat är en kommun i departementet Ain i regionen Auvergne-Rhône-Alpes i östra Frankrike. Kommunen ligger  i kantonen  Treffort-Cuisiat som ligger i arrondissementet Bourg-en-Bresse. Kommunens areal är 9,48 km². År 2018 hade Germagnat 145 invånare.

## Befolkningsutveckling
Antalet invånare i kommunen Germagnat
Referens: INSEE